# Jacopo Comin
Jacopo Comin (* 5. April 1901 in Padua; † 3. April 1973 in Rom) war ein italienischer Filmproduzent und Journalist.

## Leben
Comin war zunächst Journalist und vielbeschäftigter Filmkritiker, der unter vielen anderen für Il Popolo d'Italia und den von ihm 1923 gegründeten Lo Schermo schrieb. Nach einem halbprofessionellen Film, den er 1928 gedreht hatte, studierte er in den 1930er Jahren am Centro Sperimentale di Cinematografia Filmgeschichte und legte 1938 ein erstes Drehbuch vor. 1940 begann eine bis 1965 andauernde Zeit als Produktionsleiter zahlreicher Filme, gelegentlicher Drehbuchautor und dreimaliger Regisseur. Ab 1964 schrieb er regelmäßig für die parapsychologische Zeitschrift Luce e ombra.
Comin war auch für die faschistische Regierung unter Benito Mussolini als Redenschreiber und als Organisator von Besuchen deutscher Politiker, darunter auch Hitler, tätig.

## Filmografie
Regisseur
- 1943: La fabbrica dell'imprevisto (auch Drehbuch)
- 1949: Due sorelle amano (auch Drehbuch)
- 1949: La rivale dell'imperatrice

Produzent (Auswahl)
- 1960: Das Geheimnis der roten Maske (Il terrore della maschera rossa)